# 马丁·米克洛什
马丁·米克洛什（匈牙利語：Martin Miklós，1931年6月29日—2019年3月25日），匈牙利男子水球运动员。他曾代表匈牙利参加1952年和1956年夏季奥林匹克运动会水球比赛，共获得二枚金牌。